# Байтеряково (Татарстан)
Байтеряково — деревня в Чистопольском районе Татарстана. Входит в состав Кубасского сельского поселения.

## География
Находится в центральной части Татарстана на расстоянии менее 13 км по прямой на запад от районного центра города Чистополь на речке Большая Бахта.

## История
Основана в первой половине XVIII века. Упоминалась также как Байтерякова мельница. В начале XX века здесь действовала церковно-приходская школа.

## Известные уроженцы
В селе родился епископ Анастасий (Александров).

## Население
Постоянных жителей было: в 1782 — 25 душ мужского пола, в 1859 — 296, в 1897 — 519, в 1908 — 664, в 1920 — 655, в 1926 — 698, в 1938 — 559, в 1949 — 404, в 1958 — 338, в 1970 — 273, в 1979 — 193, в 1989 — 137 (татары 78 %, русские 20 %), в 2002 — 150 (татары 82 %), 133 — в 2010.